# Majorát (Chlumec nad Cidlinou)
Barokní budova majorátu ve městě Chlumec nad Cidlinou v okrese Hradec Králové se nalézá na Klicperově náměstí u mostu přes řeku Cidlinu. Budova je chráněna jako kulturní památka, Národní památkový ústav tuto budovu uvádí v ústředním seznamu kulturních památek pod rejstříkovým číslem 17662/6-626.

## Historie
Barokní budova majorátu byla původně využívána jako masné krámy, které byly nákladem hraběcí rodiny Kinských postaveny v roce 1683. Stavbu masných krámů prováděl mistr Kašpar z Hradce Králové. V roce 1719 byla budova masných krámů přestavěna nákladem Václava Norberta Oktaviána Kinského na sídlo panské správy s atikou a podloubím. Počátkem 19. století došlo ke klasicistní přestavbě, podloubí bylo zazděno a později odstraněna i atika. Do roku 1949 zde byla chlumecká tiskárna Klemensových. V současnosti je budova majorátu využívána jako základní umělecká škola. Před budovou majorátu je umístěna socha svatého Jana Nepomuckého.

## Popis
Majorát je jednopatrový obdélný dům s vápennou omítkou volně stojící na východní straně Klicperova náměstí. Valbová střecha je kryta eternitovými šablonami. Fasáda je profilovaná mezipatrovou a podstřešní římsou.
Západní vstupní průčelí je pětiosé, v přízemí je pásová rustika, v patře pilastry s odstupňovanými patkami a nevýraznými římsovými hlavicemi. Osmitabulková okna patra mají šambrány lemované lištou, parapetní římsy a výplně a hladké nástavce, ukončené římsou záclonového tvaru. Ve střední ose přízemí je pravoúhlý profilovaný portálek se soklíkem a dvoukřídlými, zčásti prosklenými výplňovými dveřmi z 1. poloviny 19. století. Nad portálkem je v kartuši s akanty osazen litinový kolorovaný oválný erb Kinských s korunkou. 
Severní průčelí je čtyřosé, řešené podobně jako západní. 
Východní průčelí je nepravidelné, členěné římsami, hladkým soklem a na krajích a ve třetinách délky v přízemí šikmými opěráky, v patře pilastry. 
Jižní průčelí je trojosé, ve výši přízemí je pět opěráků ukončených profilovanými a hranolovými římsami.

## Galerie

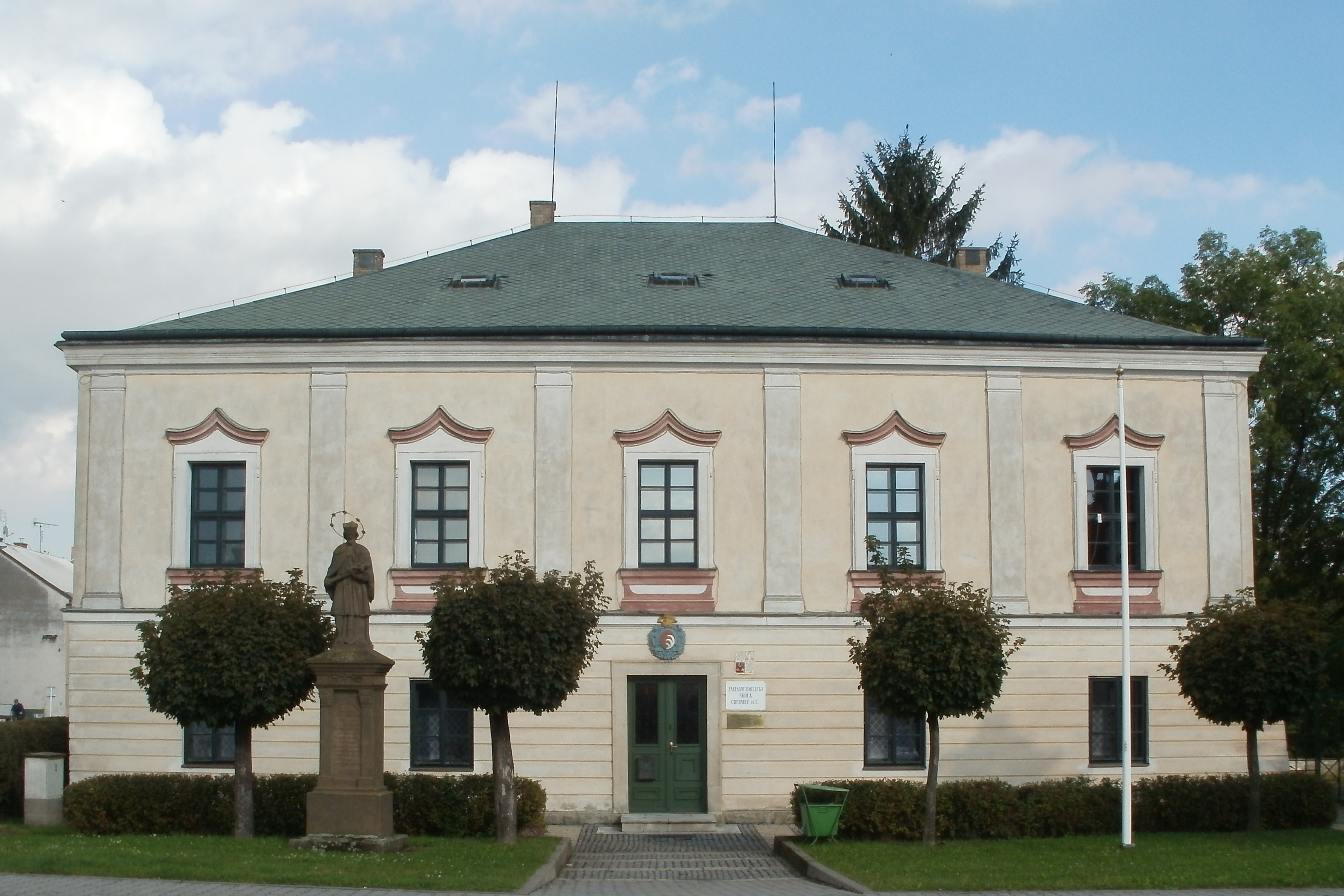
budova majorátu v Chlumci nad Cidlinou